# غوفر صنوبري
غوفر صنوبري (الاسم العلمي:Geomys pinetis) هو نوع من الحيوانات يتبع جنس غوفر من فصيلة الغوفرية.